# Antonio María Torasso
Antonio María Torasso Albino, I.M.C. fue un prelado de la Iglesia católica nacido el 16 de diciembre de 1914 en Casabianca Verolengo, poblado rural de Turín, ciudad del noroeste de Italia. Hijo de don Giuseppe Torasso y la señora Ángela Albino, se formó en medio de un entorno profundamente religioso. Ejerció como Obispo de Florencia (Caquetá) entre 1952 y 1960. Enfermó de leucemia, padecimiento que lo debilitó y llevó a la tumba el 22 de octubre de 1960 en la Clínica de la Policía en Bogotá.

## Vida religiosa
En 1927 ingresó al Seminario Menor de los Misioneros de la Consolata de Turín. En 1931 terminó sus estudios de filosofía y cayó enfermo. De inmediato, fue hospitalizado en el Sanatorio de San Luis de Turín. Al término de su enfermedad, siendo todavía muy joven, perdió un pulmón, reingresó al noviciado y se ordenó como sacerdote el 10 de marzo de 1940.

### Arribo a Colombia
En 1947 fue nombrado para integrar un grupo de misioneros de la Consolata. Embarcados en el San Caboto, llegaron el 12 de diciembre a Buenaventura, suroccidente de Colombia. Viajaron luego a Cali y, desde allí, a Bogotá.
Su pastoreo empezó en la capital de Colombia, en la parroquia Santa Teresita del Niño Jesús del barrio Ricaurte. Sus compañeros fueron ubicados en otras parroquias. Estando en Bogotá, tuvo su primer contacto fuerte con la violencia en Colombia: sintió los temblores de lo que en la historia fue el asesinato de Jorge Eliécer Gaitán, el 9 de abril de 1948. Ese mismo año, el entonces ya vicario Antonio María Torasso, se apersonó del barrio El Vergel de Bogotá, donde construyó la Casa Cural.

### Permanencia y llegada al Caquetá
Terminado su año sacerdotal oficial en Colombia, tendría que regresar a su patria. Sin embargo, el padre Torasso vio la necesidad de quedarse más tiempo en el país, razón por la cual efectuó las gestiones con la Santa Sede y presentó todas las argumentaciones al Capítulo General del Instituto de Misiones de la Consolata, entidad que finalmente aprobó su permanencia.
Estando en el norte de Colombia en 1949, sufrió de paludismo y posteriormente de fiebre tifoidea. Fue enviado a trabajar al sur del país ese mismo año. Luego de su duro trabajo, los sacerdotes capuchinos solicitaron al Arzobispado que pensara en la posibilidad de dividir el Vicariato del Caquetá, que en aquel tiempo comprendía los departamentos de Putumayo, Caquetá y Amazonas. Por decisión de la Santa Sede, fue aceptada la solicitud y se dividió el territorio, dando origen al Vicariato Apostólico de Florencia, que comprendía el Caquetá y parte de Putumayo. Allí se encomendó la Vicariatura a Juan Bautista Migani, Juan Boatti y Juan Salateo.

### Obispado
En 1952 fue nombrado oficialmente Antonio María Torasso como el primer Obispo del nuevo Vicariato de Florencia, siendo consagrado el 20 de abril del mismo año, por el Señor Nuncio Monseñor Antonio Samoré, con lo que se dio autonomía a la zona y se empezó a escribir la historia propia de la Iglesia católica en el Caquetá.

## Obras para la posteridad
Monseñor Antonio María Torasso Albino comenzó superando graves dificultades de educación para Florencia y el Caquetá. Una de sus obras fue el edificio de Bachillerato Masculino, conocido después como Colegio La Salle y el Colegio Juan Bautista Migani. Fundó la Escuela Normal para Señoritas en una humilde choza, la que progresó hasta el hermoso edificio actual. Por medio de muchos esfuerzos, adquirió terrenos para dar casa a algunos. Uno de aquellas apuestas se recoge en lo que hoy es, y en honor a su memoria, el barrio Torasso, localidad ubicada al norte de la ciudad de Florencia.